# Karoline von Bretzenheim

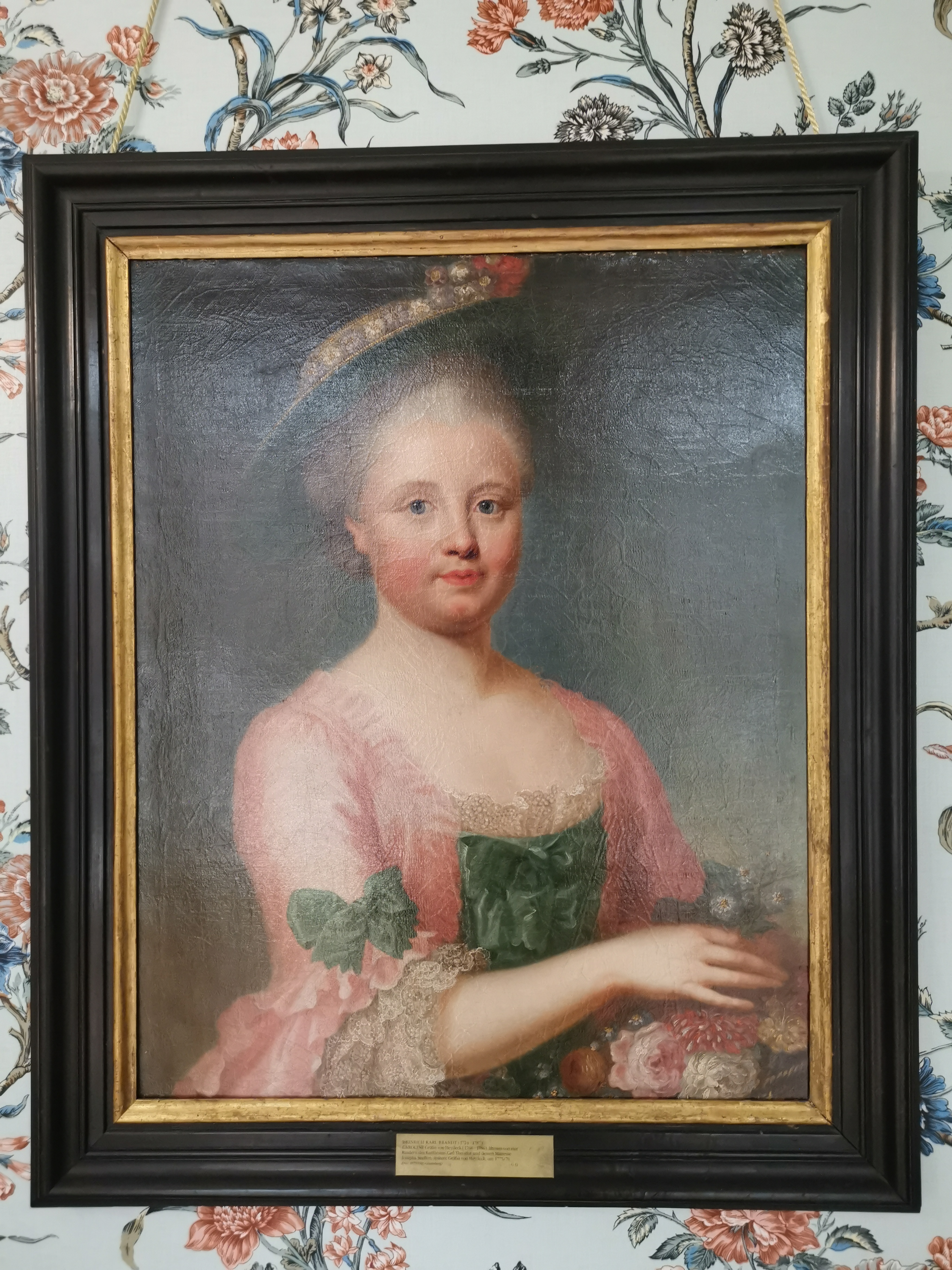
Heinrich Carl Brandt (1724–1787): Caroline Gräfin von Heydeck um 1775/1776

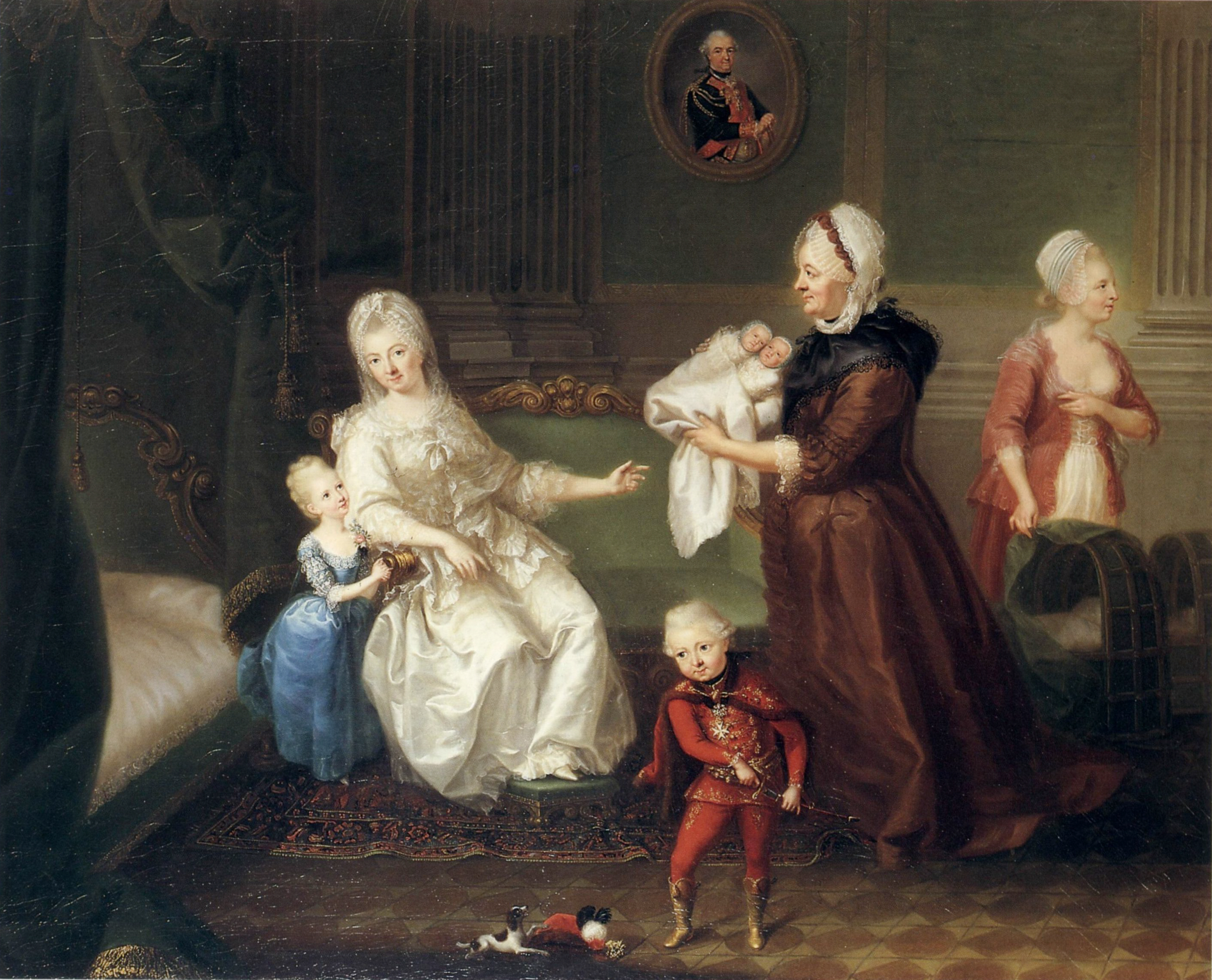
Heinrich Carl Brandt: Gräfin Maria Josepha von Heydeck (1748–1771) mit ihren und des Kurfürsten Karl Theodor von der Pfalz legitimierten Kindern, Karoline Josepha ganz links an der Seite ihrer Mutter. An der Wand ein Bildnis des Vaters, Kurfürst Karl Theodor. Ölgemälde, 1785

Karoline Josepha von Bretzenheim (* 11. Januar 1768; † 27. Juni 1786) war eine Gräfin von Bretzenheim und durch Heirat Gräfin von Holnstein.

## Leben
Karoline war eine außerehelich geborene Tochter des Kurfürsten Karl Theodor von Bayern (1724–1799) aus seiner Beziehung mit Maria Josepha Seyffert (1748–1771), einer Schauspielerin und Tänzerin am Mannheimer Theater, die durch den Kurfürsten in den Rang einer „Gräfin von Heydeck“ erhoben wurde.
Karl Theodor, der keine legitimen Nachkommen besaß, kümmerte sich sehr liebevoll um seine außerehelich geborenen Kinder. Neben Karoline Josepha, gab es noch Karl August und die Zwillingsschwestern Eleonore und Friederike. Für sie erwarb er 1772 die Herrschaft Bretzenheim, deren Namen sie zukünftig führten und deren Wappensymbol (Brezel) in ihres aufgenommen wurde. Außer den Bretzenheimer Kindern existierte noch die Halbschwester Karoline Franziska von Parkstein, die aber von einer anderen Mutter abstammte. Alle diese unehelichen Kinder wuchsen im Mannheimer Palais Bretzenheim auf und erhielten zeitweise durch Wolfgang Amadeus Mozart Klavierunterricht.
Von ihrem Vater wurde Karoline Josepha mit den Herrschaften Thanstein und Pilmersreuth ausgestattet, die sie ihrem Mann zubrachte. Sie heiratete am 18. Februar 1784 in Amberg Graf Maximilian Joseph von Holnstein (1760–1838), Statthalter der Oberpfalz, dessen Vater Franz Ludwig aus einer außerehelichen Verbindung Kaiser Karls VII. mit Maria Caroline Charlotte von Ingenheim entstammte. Karoline Josepha starb erst 18-jährig bei der Geburt ihres Sohnes Karl Theodor (1786–1831), der unverheiratet und ohne Nachkommen blieb.
Karoline Josepha von Holnstein geb. von Bretzenheim wurde in der  Theatinerkirche zu München bestattet, wo ihr ein schönes Epitaph gewidmet ist.

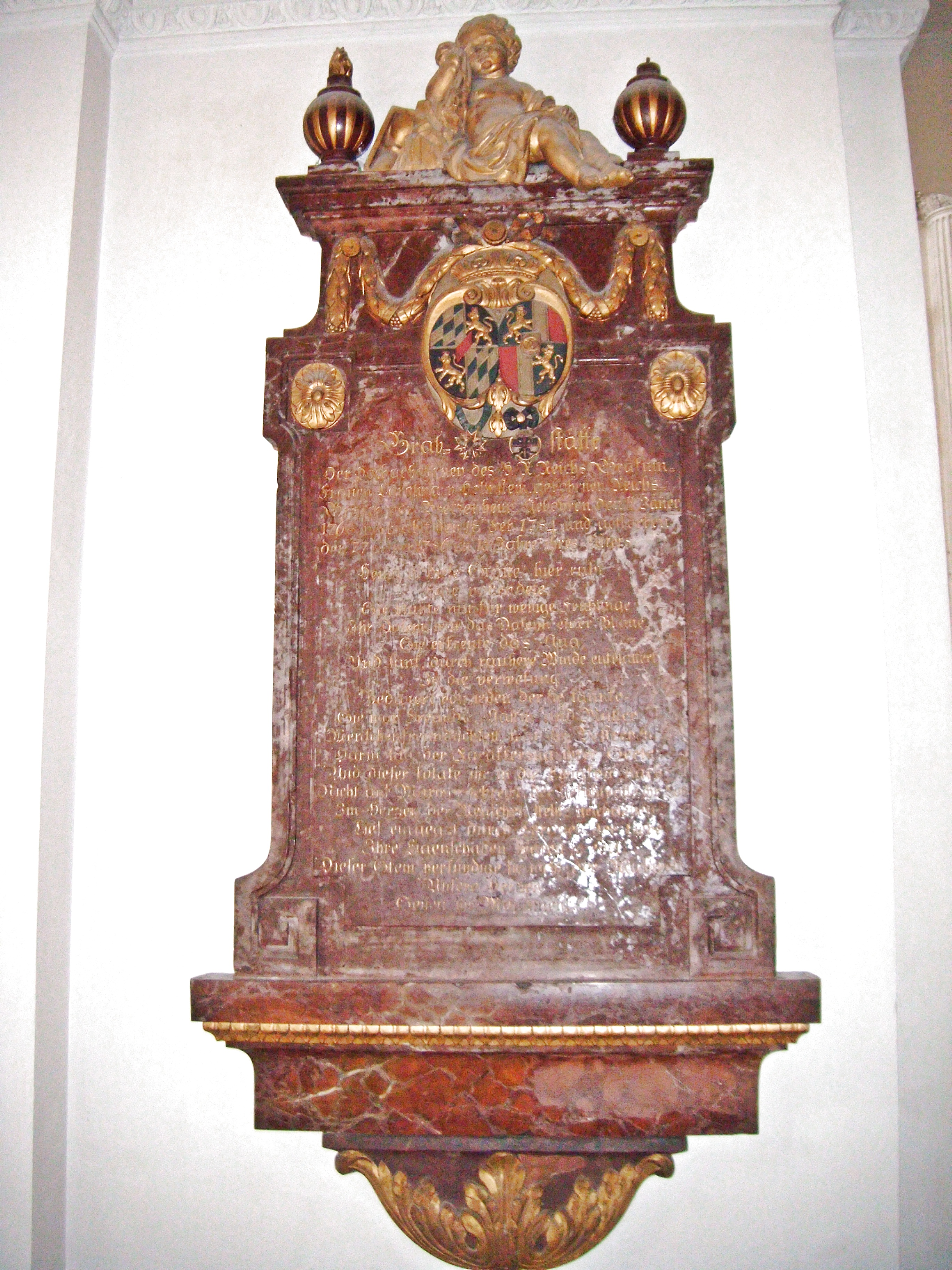
Epitaph, Theatinerkirche München
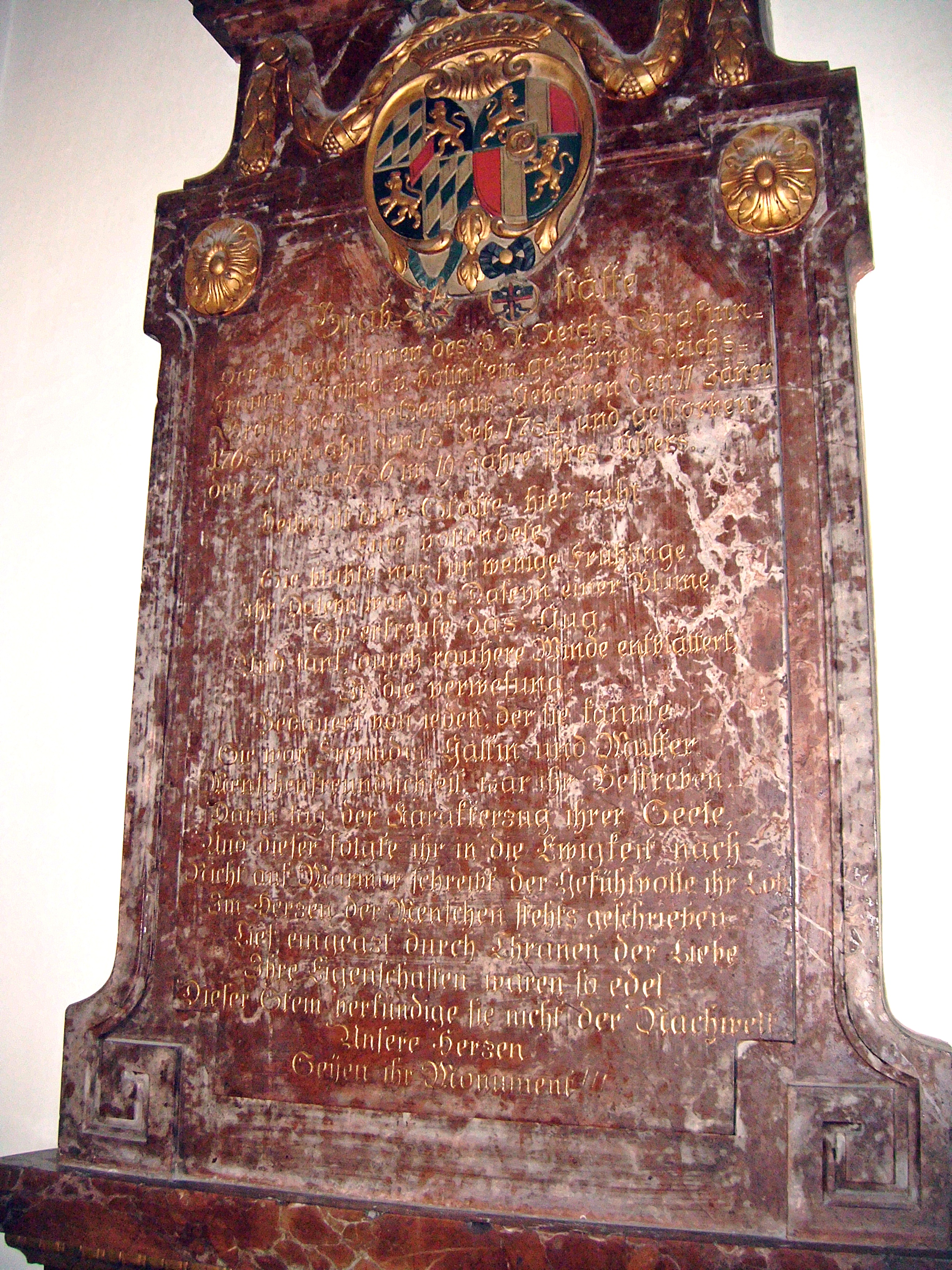
Nahaufnahme Epitaphinschrift